# Honda Logo

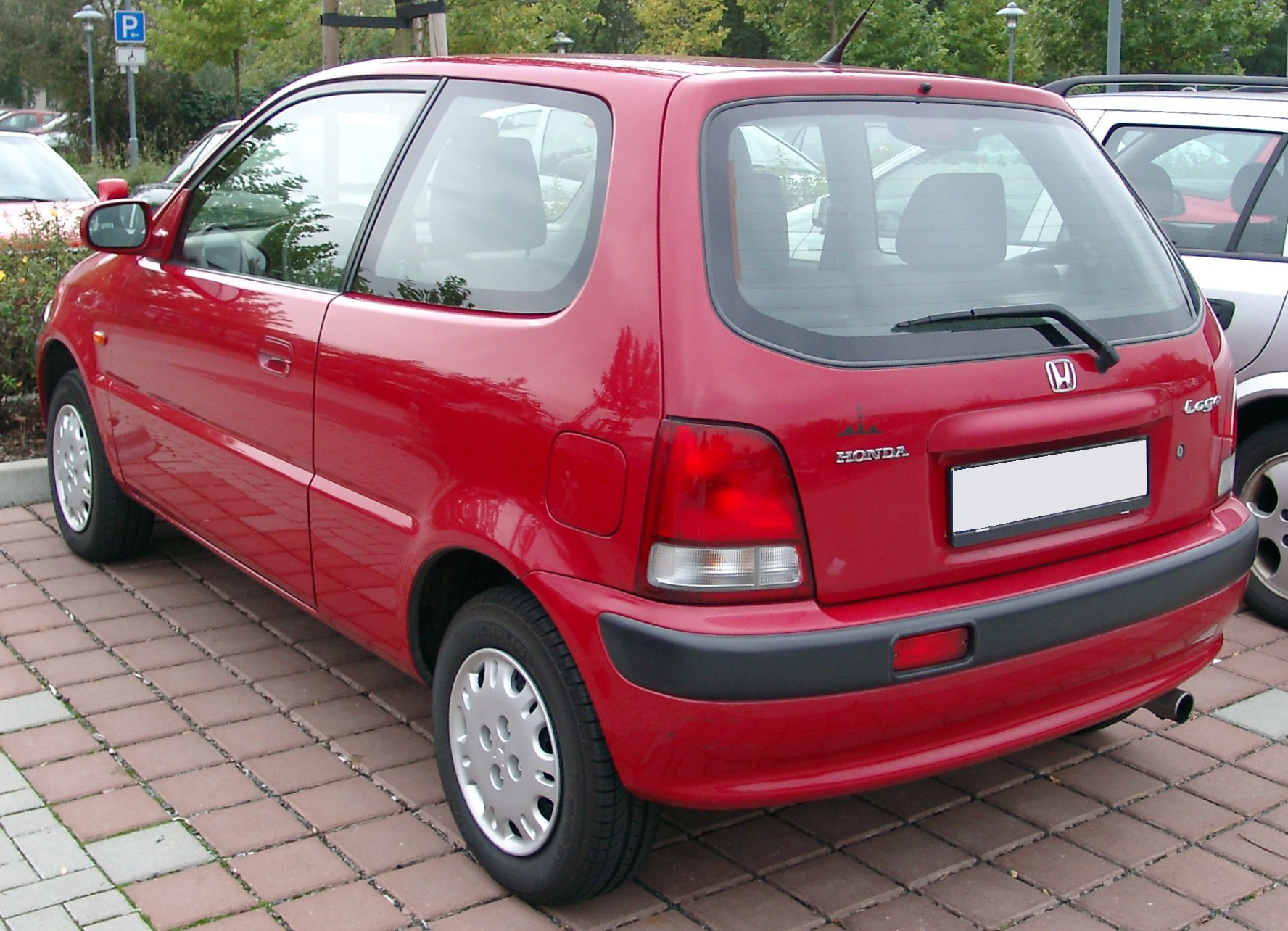
Honda Logo (1999-2001)

De Honda Logo is een hatchback uit het B-segment van Honda. De Logo is geproduceerd van 1996 tot 2001 en was leverbaar als drie- en vijfdeurs hatchback. In Europa werd de Logo in 1999 gelanceerd als opvolger van de Honda Jazz die al in 1986 uit het programma was geschrapt. In 2002 werd de Logo opgevolgd door de Fit, die in Europa opnieuw door het leven ging als Jazz. Alleen de Logo met drie deuren werd in Europa geleverd.

## Details
Het Europese publiek kon begin 1998 op de Autosalon van Genève voor het eerst kennismaken met de Logo, toen nog een studiemodel met de naam J-BX. De Logo werd in 1999 in Europa met slechts een motor leverbaar: een 1.3 liter benzinemotor met een bovenliggende nokkenas en twee kleppen per cilinder en een maximaal vermogen van 65 pk. De manuele versnellingsbak heeft vijf versnellingen, tegen meerprijs was er een CVT. De Logo is ongeveer 10 centimeter hoger dan de meeste concurrenten uit die tijd, terwijl de vanafprijs hoger lag. De Nederlandse importeur hoopte op jaarbasis 1.000 exemplaren af te zetten. Half 2000 werd de Logo op een aantal zaken aangepast. Een toerenteller en elektrisch verstelbare buitenspiegels waren voortaan standaard, terwijl de stootstrips op de bumpers en deurgrepen voortaan standaard in carrosseriekleur waren uitgevoerd. Het interieur kreeg nieuwe bekledingsstoffen, een driespaaks stuurwiel, een nieuw ontworpen versnellingshendel en in beide zonnekleppen een make-up spiegel.

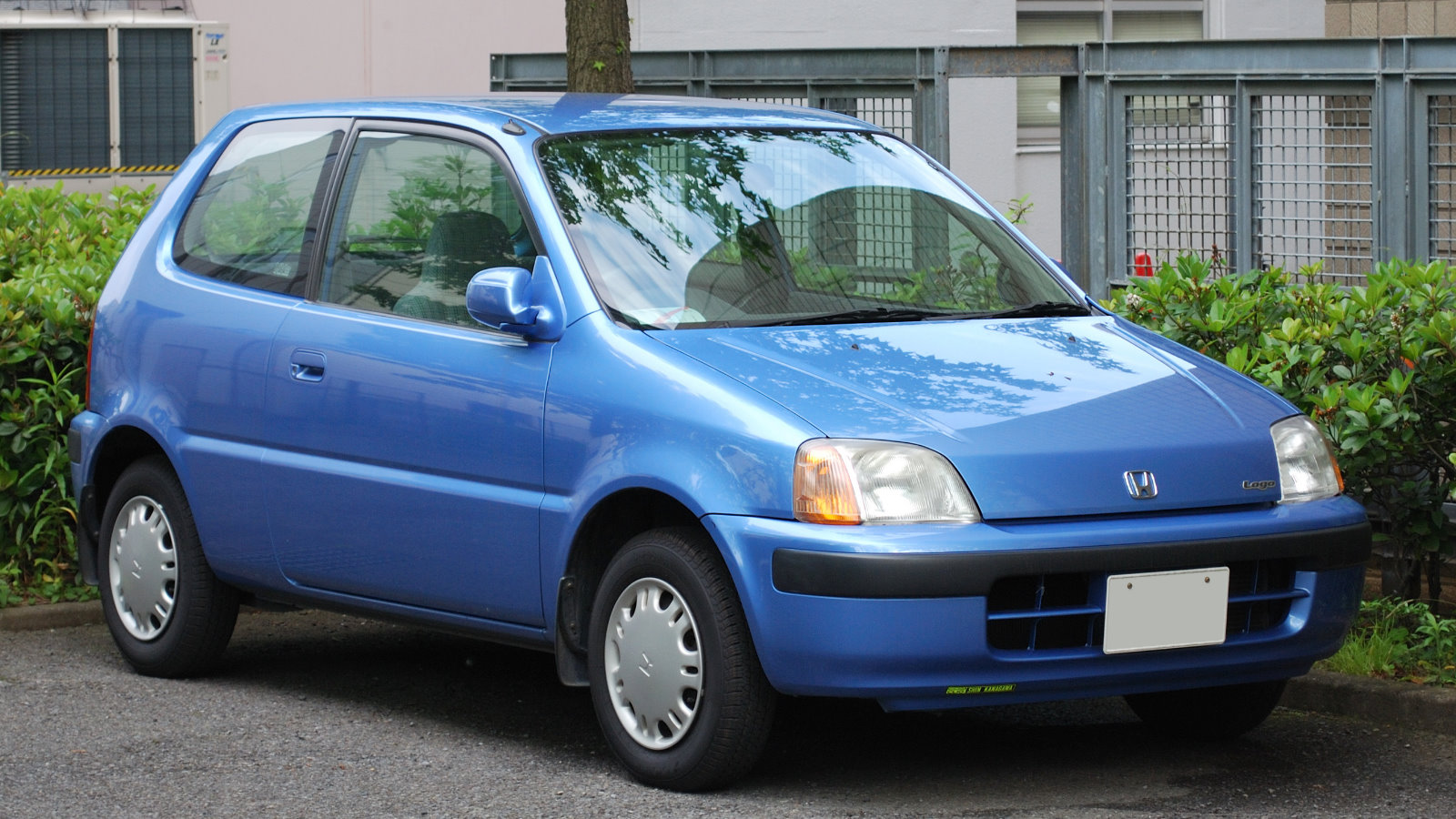
Honda Logo driedeurs (Japan; 1996-1998)
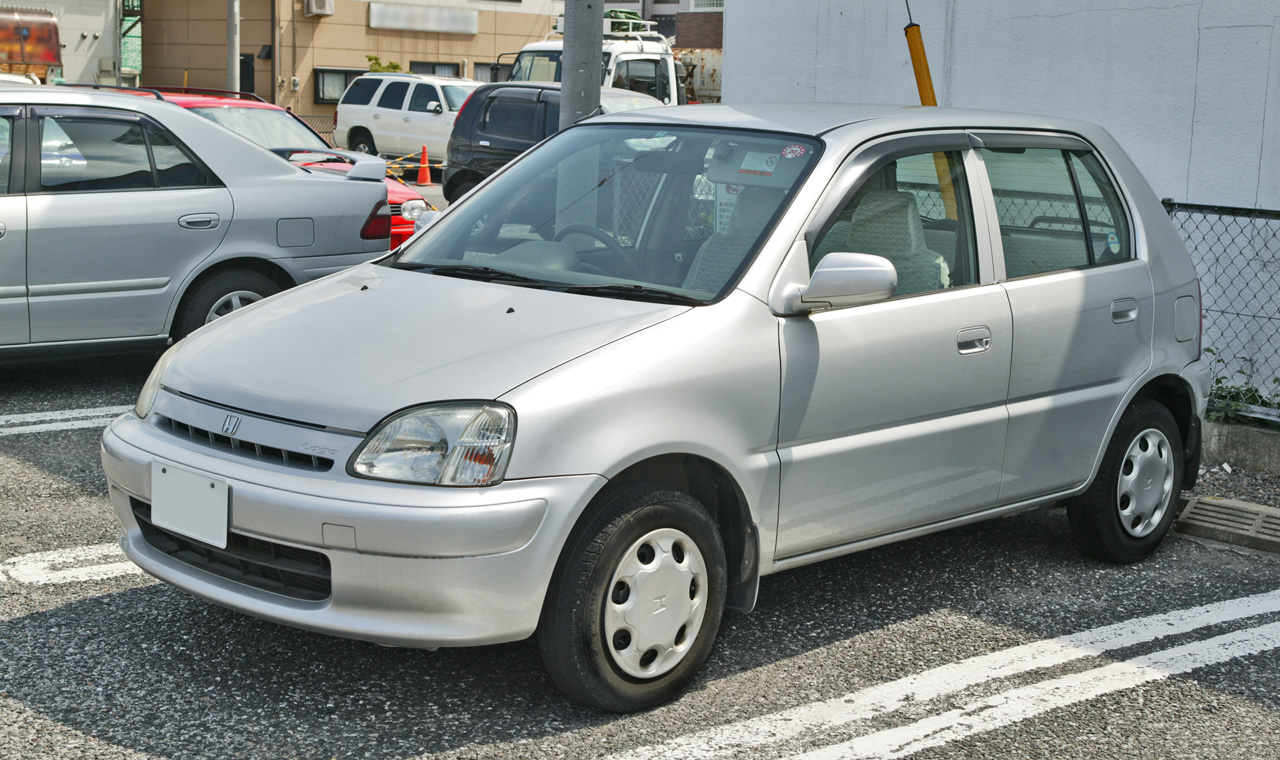
Honda Logo vijfdeurs (Japan; 1998-2001)

### Euro NCAP
In 2000 werd de Honda Logo door Euro NCAP op botsveiligheid beoordeeld. Hier kreeg de Logo drie sterren voor de veiligheid van inzittenden. De kooiconstructie bleef intact na de crash en er was weinig schade aan de deuren in de frontale botsing. Er ontstond echter een gevaar voor verwondingen aan knieën van de bestuurder en aan de voeten omdat de pedalen als gevolg van de impact naar achteren bewogen.
| Merk en model | resultaat   | voetgangersveiligheid |
| ------------- | ----------- | --------------------- |
| Honda Logo    | (17 punten) | (14 punten)           |

### Registratiecijfers
| Jaartal | Nederland |
| ------- | --------- |
| 1999    | 720       |
| 2000    | 503       |
| 2001    | 233       |

## Motoren
| Type           | Cilinders | Kleppen | Cilinderinhoud | Vermogen                     | Koppel                | CO2-uitstoot | Opmerkingen |
| -------------- | --------- | ------- | -------------- | ---------------------------- | --------------------- | ------------ | ----------- |
| Benzinemotoren |           |         |                |                              |                       |              |             |
| 1.3            | 4         | 8       | 1343 cm³       | 48 kW (65 pk) bij 5000 min−1 | 108 Nm bij 2500 min−1 | 150-167 g/km | 1999-2001   |

Huidige modellen België & Nederland:
Civic ·
CR-V ·
HR-V ·
e ·
Jazz ·
NSX
Overige modellen internationaal:
Life ·
Zest ·
N BOX ·
Acty ·
Vamos ·
Civic Hybrid ·
FCX Clarity ·
Freed ·
Stream ·
StepWGN ·
Odyssey ·
Elysion ·
Crosstour ·
Passport ·
Pilot ·
Ridgeline
Uit productie:
N ·
Z ·
Today ·
That's ·
T ·
TN ·
S ·
Beat ·
Logo ·
Capa ·
Mobilio ·
L ·
S-MX ·
Airwave ·
CRX ·
1300 ·
Quintet ·
Integra ·
Concerto ·
Domani ·
Prelude ·
Ascot ·
Avancier ·
FR-V ·
Shuttle ·
Inspire ·
Legend ·
HR-V ·
Crossroad ·
Element ·
Horizon ·
Tourmaster ·
S2000 ·
NSX